# Jef Van Hoof (kunstschilder)

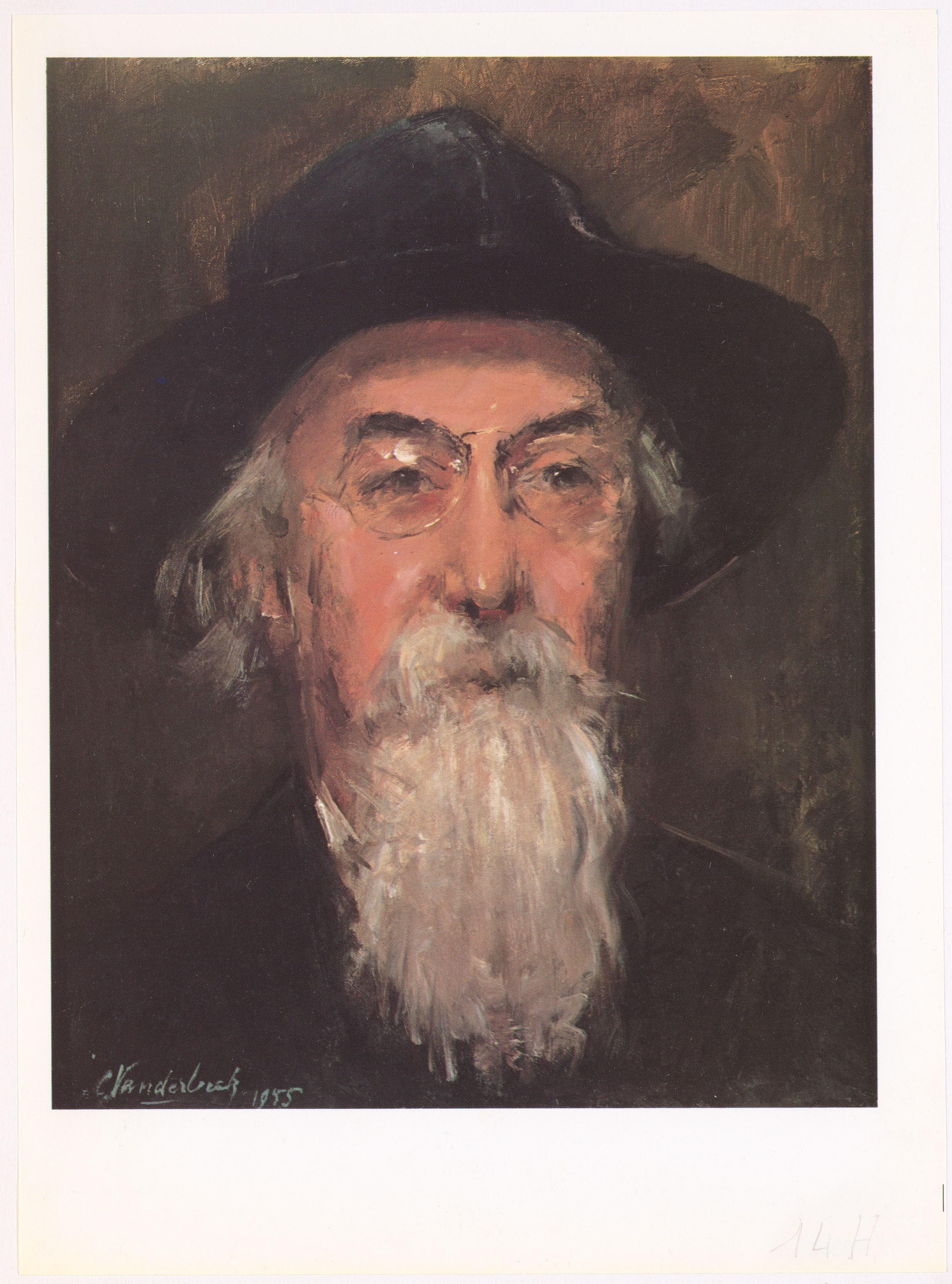
Zelfportret

Jef Van Hoof (Elsene, 1928 - Brussel, 1986) was een Belgisch kunstschilder en kunsthistoricus.
Hij deed studies kunstgeschiedenis maar was ook leerling aan de École nationale supérieure d'Architecture et des Arts Visuels ("Ter Kameren"). Hij had er Jules Lismonde en Frans De Pooter als leraars.
Hij schilderde voornamelijk figuren, stillevens, landschappen en marines. Hij tekende ook karikaturen.

## Musea
- Brussel, Kon. Bibliotheek Albert I, Prentenkabinet
- Brussel, Verzameling van het Gemeentekrediet (nu Belfius)
- Jeruzalem, Eilath Museum